# Ahrotechnikum
Ahrotechnikum (ukr. Агротехнікум) – byłe osiedle w rejonie lubarskim okręgu berdyczowskim. Podlegał pod Radę wiejską w Nowej Czartorii.

## Demografia
Według spisu ludności ZSRR 17 grudnia 1926 r. liczyło 66 osób, w tym 38 mężczyzn i 28 kobiet; według narodowości: Ukraińcy – 43, Rosjanie – 12, Żydzi – 5, Polacy – 1,  innych – 5. Liczba gospodarstw domowych – 34, wszyscy nierolniczego typu.

## Historia
Rok założenia – 1920. Do czerwca 1925 r. wchodziło w skład rejonu lubarskiego okręgu żytomierskiego guberni wołyńskiej. W czerwcu 1925 r. rejon lubarski został włączony do składu okręgu berdyczowskiego.   Według stanu spisu miejscowości na 17 grudnia 1926 r. było podporządkowane Radzie wiejskiej w Nowej Czartorii. Odległość od osiedla do centrum rejonu miasteczka Lubar wynosiła 13 wiorst, do miasta okręgowego Berdyczów – 72 wiorsty, do najbliższej stacji kolejowej Peczaniwka – 12 wiorst.
Na dzień 1 października 1941 r. nie zarejestrowane na liście osobnych osiedli.